# Andy Burrows
Andy Burrows, född 30 juni 1979, är en brittisk musiker. Han var trummis i Razorlight från 2004 till 2009, och har varit trummis i We Are Scientists sedan 2009.

## Diskografi
Soloalbum
- 2008 - The colour of my dreams
- 2010 - Sun comes up again
- 2012 - Company